# Ylikiiminki
Ylikiiminki (Zweeds: Överkiminge) is een voormalige gemeente in de - evenals alle overige Finse provincies - in 2010 opgeheven Finse provincie Oulu en in de Finse regio Noord-Österbotten. De gemeente had een totale oppervlakte van 994 km² en telde 3295 inwoners in 2003.
In 2009 is de gemeente bij Oulu gevoegd.

## Geboren
- Pentti Holappa (1927-2017), schrijver en dichter